# أماندا ويليام
أماندا ويليام (بالإنجليزية: Amanda Hale)‏ هي ممثلة بريطانية، ولدت في 2 أكتوبر 1982 في لندن في المملكة المتحدة.

## أعمال

### مسلسلات
- الملكة البيضاء

## وصلات خارجية
- أماندا ويليام على موقع IMDb (الإنجليزية)
- أماندا ويليام على موقع روتن توميتوز (الإنجليزية)
- أماندا ويليام على موقع ألو سيني (الفرنسية)
- أماندا ويليام على موقع أول موفي (الإنجليزية)
- أماندا ويليام على موقع قاعدة بيانات الأفلام السويدية (السويدية)
- أماندا ويليام على موقع قاعدة بيانات الفيلم (الإنجليزية)
- أماندا ويليام على موقع كينوبويسك (الروسية)